# Bromberg (Gemeinde Grafenschlag)
Bromberg (früher auch Promberg) ist eine Ortschaft und eine Katastralgemeinde der Gemeinde Grafenschlag im Bezirk Zwettl in Niederösterreich. Die Ortschaft hat 33 Einwohner (Stand 1. Jänner 2024).

## Geografie
Der Ort liegt auf 801 Metern Seehöhe südwestlich von Grafenschlag auf einem Rücken zwischen Purzelkamp und dem Grötschenbach, er stellt sich der Siedlungsform nach als planlos angelegter Bauernweiler dar. Im Ortsgebiet befinden sich auch noch die Einzellage Hintermühle sowie der Sattelhof.

## Geschichte
Er wurde 1273 zum ersten Mal schriftlich als „villula Promberch“ erwähnt. Der Name leitet sich vom mittelhochdeutschen Wort „brame“ für Brombeerstrauch ab und weist auf den mit diesen Sträuchern bewachsenen Berg hin. Er gehörte ursprünglich zur Herrschaft von Maissau, kam dann 1305 zur Herrschaft Rappottenstein.
Im Jahr 1822 wurde der Ort als Dorf mit neun Häusern genannt, das nach Grafenschlag eingepfarrt war, wohin auch die Kinder eingeschult wurden. Die Herrschaft Rappottenstein besaß die Ortsobrigkeit, übte die Landgerichtsbarkeit aus, besorgte die Konskription und hatte die Grundherrschaft inne.
Nach der Entstehung der Ortsgemeinden 1849 wurde er eine Katastralgemeinde der Gemeinde Kleinnondorf und wurde nach deren Auflösung mit 1. Jänner 1967 ein Teil der Großgemeinde Grafenschlag.
Laut Adressbuch von Österreich waren im Jahr 1938 in Bromberg ein Gastwirt, ein Schmied und mehrere Landwirte mit Ab-Hof-Verkauf ansässig.

## Sehenswürdigkeiten
- Ortskapelle von 1847

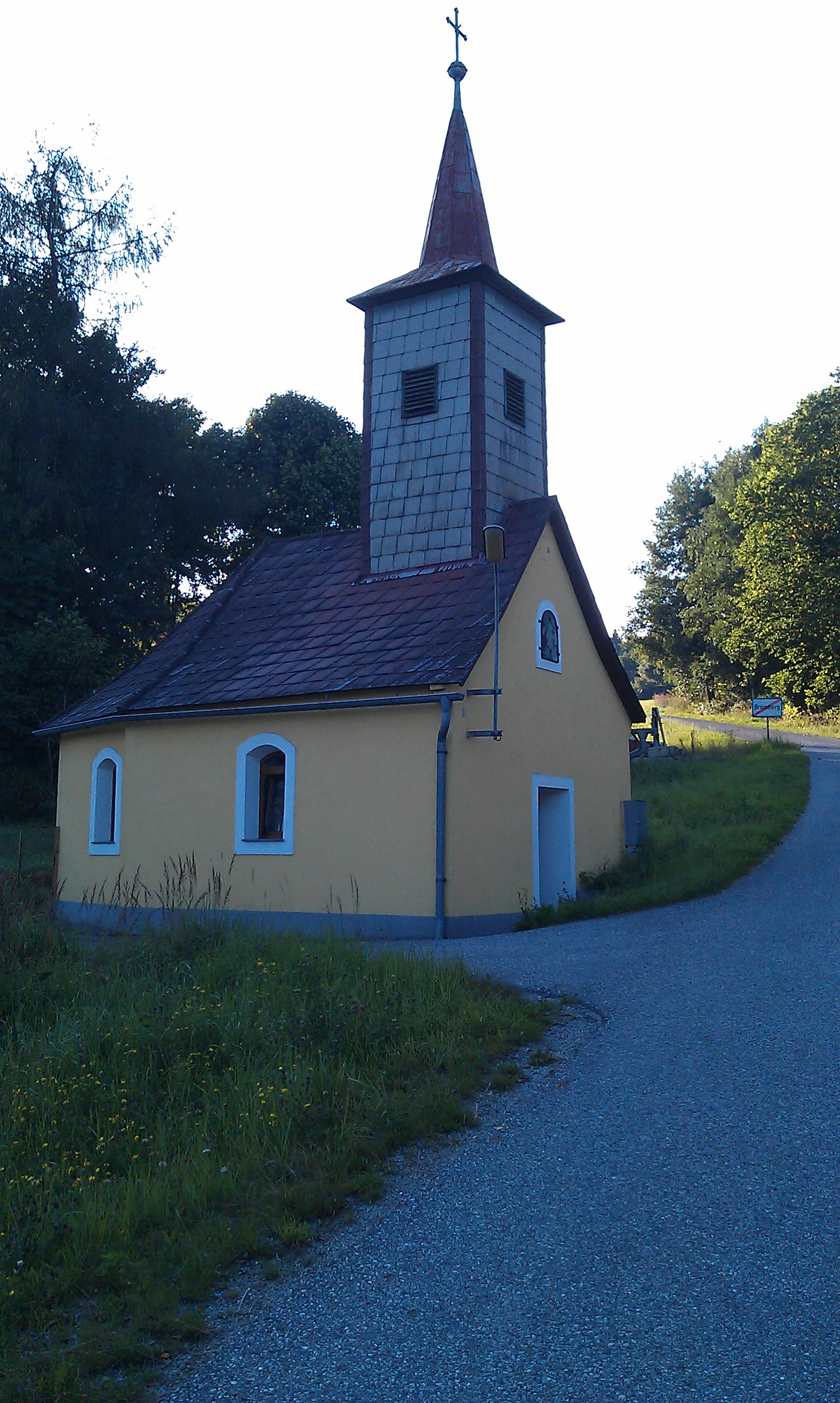
Ortskapelle Bromberg